# Aldebaran

Comparație între dimensiunea Soarelui și Aldebaran

Aldebaran (α Tau, α Tauri, Alfa Tauri, potrivit Denumirii Bayer) este cea mai luminoasă stea din constelația Taurus. Situată la circa 65 de ani lumină de Soare, ea este cea de-a 14-a cea mai strălucitoare stea de pe Cerul Nocturn. 
Datorită localizării sale la capul constelației Taurus a fost denumită „Ochiul Taurului”. Aldebaran pare să fie cea mai strălucitoare membră a roiului de stele Hiade, care este cel mai apropiat de Pământ; în realitate, însă, Aldebaran se află la o distanță de două ori mai mică, situându-se între roiul de stele al Hiadelor și Pământ; prin urmare, Aldebaran este independent de roiul Hiadele.

## Etimologie
Numele stelei provine din arabă الدبران, al dabarān, care semnifică „urmăritorul”, cu referire la steaua care urmărește roiul Pleiadele, în cursa lor pe bolta cerească nocturnă.

## Descriere
Aldebaran este o gigantă roșie de magnitudine 0,86 și de tip spectral K5III, ceea ce semnifică faptul că este portocalie, mare și că a părăsit secvența principală după ce și-a utilizat tot hidrogenul. Acum, ea arde heliu și s-a extins atingând un diametru de 6,1×107 km, adică în jur de 44,2  ori diametrul Soarelui. Are o însoțitoare, o pitică roșie de tip M2, dificil de văzut din cauza slabei sale magnitudini (13).
Datorită marelui său diametru, temperatura la suprafața stelei este slabă (3.400 K).
Se află la circa 65 ani lumină de Sistemul nostru Solar. Satelitul Hipparcos a situat-o la o distanță de 20,0 pc (65,1 al), iar luminozitatea sa este de 150 ori mai mare decât cea a Soarelui. Când se ține cont de magnitudinea și de distanța sa, steaua este a treisprezecea stea cea mai strălucitoare de pe bolta cerească.
Este o stea slab variabilă de tip pulsant; magnitudinea ei variază cu circa 0,2 unități.

## Ocultații
În seara de 23 februarie 2018, s-a produs o ocultație a stelei Aldebaran de către Lună.Ocultația a putut fi urmărită, în cazul în care cerul este senin, după ora 19:20 (TLR) de pe o mare parte a teritoriului României: Banat, Crișana, Transilvania, Maramureș, nordul, centrul și cea mai mare parte din Moldova. Steaua a ieșit din ocultație după circa un sfert de oră - douăzeci de minute. Intrarea în ocultație a putut fi urmărită chiar cu ochiul liber, însă ieșirea stelei din ocultație a putut fi observată doar cu instrumente: binoclu, lunetă astronomică, telescop. Următoarea ocultație a lui Aldebaran, vizibilă de pe teritoriul României, se va produce la 29 ianuarie 2034.